# Exodul palestinian din Lydda și Ramle din 1948
Exodul palestinian din Lydda și Ramle a fost expulzarea, în 1948, a circa 50.000–70.000 de arabi palestinieni când trupele israeliene au capturat orașele, în luna iulie a acelui an. Acțiunile militare au avut loc în contextul războiului arabo-israelian din 1948-1949. Cele două orașe, situate în afara zonei desemnate pentru înființarea unui stat evreu de Planul ONU de Împărțire din 1947, și în interiorul zonei desemnate pentru un stat arab în Palestina, au fost transformate după ocuparea lor în zone predominant evreiești ale noului stat Israel, și redenumite Lod (numele ebraic antic al localității) și Ramla.
Exodul, constituind „cea mai mare expulzare a războiului”, a avut loc la sfârșitul unei perioade de armistițiu, după reluarea luptelor, determinând Israelul să încerce să-și îmbunătățească controlul asupra șoselei spre Ierusalim și asupra șoselei de-a lungul litoralului, ambele supuse presiunii militare a Legiunii Arabe Transiordaniene, forțelor egiptene și a celor palestiniene. Din perspectivă israeliană, cucerirea orașelor, planificată, conform lui Benny Morris, „să inducă panică printre civili și fuga acestora”, a eliminat amenințarea arabă în direcția Tel Aviv-ului, a contracarat avansarea Legiunii Arabe prin blocarea drumurilor cu refugiați, forțând-o să-și asume o sarcină logistică ce i-a subminat capacitatea militară, și a ajutat la slăbirea moralului orașelor arabe din apropiere. Pe 10 iulie, Glubb Pașa a ordonat trupelor Legiunii Arabe care apărau orașelor „să se pregătească ... pentru un război neconvențional”. În ziua următoare garnizoana din Ramle s-a predat, dar cucerirea Lyddei a durat mai mult și a condus la un număr necunoscut de victime; istoricul palestinian Aref al-Aref, singurul cercetător care a încercat să schițeze un bilanț privind pierderile palestiniene, a estimat că 426 de palestinieni au fost uciși la 12 iulie în Lydda, din care 176 în interiorul moscheii, și circa 800 în total, pe toată perioada luptelor. Istoricul israelian Benny Morris sugerează că până la 450 de palestinieni și 9–10 soldați israelieni au murit.
Odată ce israelienii au preluat controlul orașelor, un ordin de expulzare semnat de Yitzhak Rabin și emis de armata israeliană preciza: „1. Locuitorii din Lydda trebuie expulzați rapid, fără deosebire de vârstă.…”.
Locuitorii din Ramle au fost scoși din oraș cu autobuzele, în timp ce locuitorii din Lydda au fost obligați să mărșăluiască pe jos kilometri întregi, în timpul unui val de căldură, până la liniile arabe, unde Legiunea Arabă, armata condusă de ofițeri britanici a Transiordaniei, a încercat să le asigure adăpost și provizii. Unii refugiați au murit în timpul exodului din cauza epuizării și deshidratării, cifrele estimate ale deceselor variind între câteva și 500 de persoane.
Exodul din Lydda și Ramle reprezintă circa o zecime din totalul exodului arab din Palestina, cunoscut în lumea arabă ca al-Nakba („catastrofa”). Unii cercetători, inclusiv Ilan Pappé, au caracterizat ceea ce s-a întâmplat la Lydda și Ramle drept purificare etnică. Mulți evrei care au emigrat în Israel între 1948 și 1951 au fost colonizați în casele rămase goale ale refugiaților palestinieni, atât din cauza crizei de locuințe cât și ca politică de a preveni revendicarea acestora de către proprietarii lor de drept. Ari Shavit a  notat că „evenimentele au reprezentat of fază crucială a revoluției sioniste și au pus fundația statului evreu”.

## Context

### Războiul arabo-israelian din 1948
Palestina s-a aflat sub mandat britanic din 1917 și până în 1948. După 30 de ani de conflict intercomunitar între arabii palestinieni și emigranții evrei, Națiunile Unite au votat, pe 29 noiembrie 1947, împărțirea regiunii într-un stat arab și unul evreu, cu orașele Lydda și Ramle aparținând statului arab.
Propunerea de împărțire a fost salutată de comunitatea evreiască din Palestina, dar respinsă de liderii arabi, iar între cele două comunități a izbucnit un război civil. Autoritățile britanice au renunțat să încerce pacificarea, războiul fiind deja extins pe tot teritoriul, și s-au ocupat doar de evacuarea forțelor lor, deși au menținut o blocadă aeriană și maritimă a Palestinei. După primele 4–5 luni de lupte, milițiile evreiești le-au învins pe cele arabe și au cucerit principalele orașe cu populație mixtă din țară, ceea ce a declanșat exodul palestinian din 1948. În această perioadă, între 300.000 și 350.000 de palestinieni au fugit sau au fost expulzați de pe proprietățile lor de milițiile evreiești.
Mandatul britanic a expirat la 14 mai 1948, iar Statul Israel și-a declarat independența. Acest lucru a declanșat intervenția statelor arabe vecine, Transiordania, Egipt, Siria și Irak, care au trimis forțe expediționare în numele solidarității cu arabii palestinieni. Forțele arabe au intrat în Palestina și s-au angajat în lupte împotriva forțelor evreiești. După șase săptămâni de ostilități nici unul dintre beligeranți nu a reușit să încline balanța de partea sa.
Au urmat patru săptămâni de armistițiu, timp în care forțele israeliene au primit întăriri, în timp ce cele arabe au suferit din cauza embargoului impus de britanici, apoi luptele s-au reluat. Căderea orașelor Lydda și Ramle și evenimentele care au însoțit-o a avut loc în această perioadă.

### Importanța strategică a orașelor Lydda și Ramle

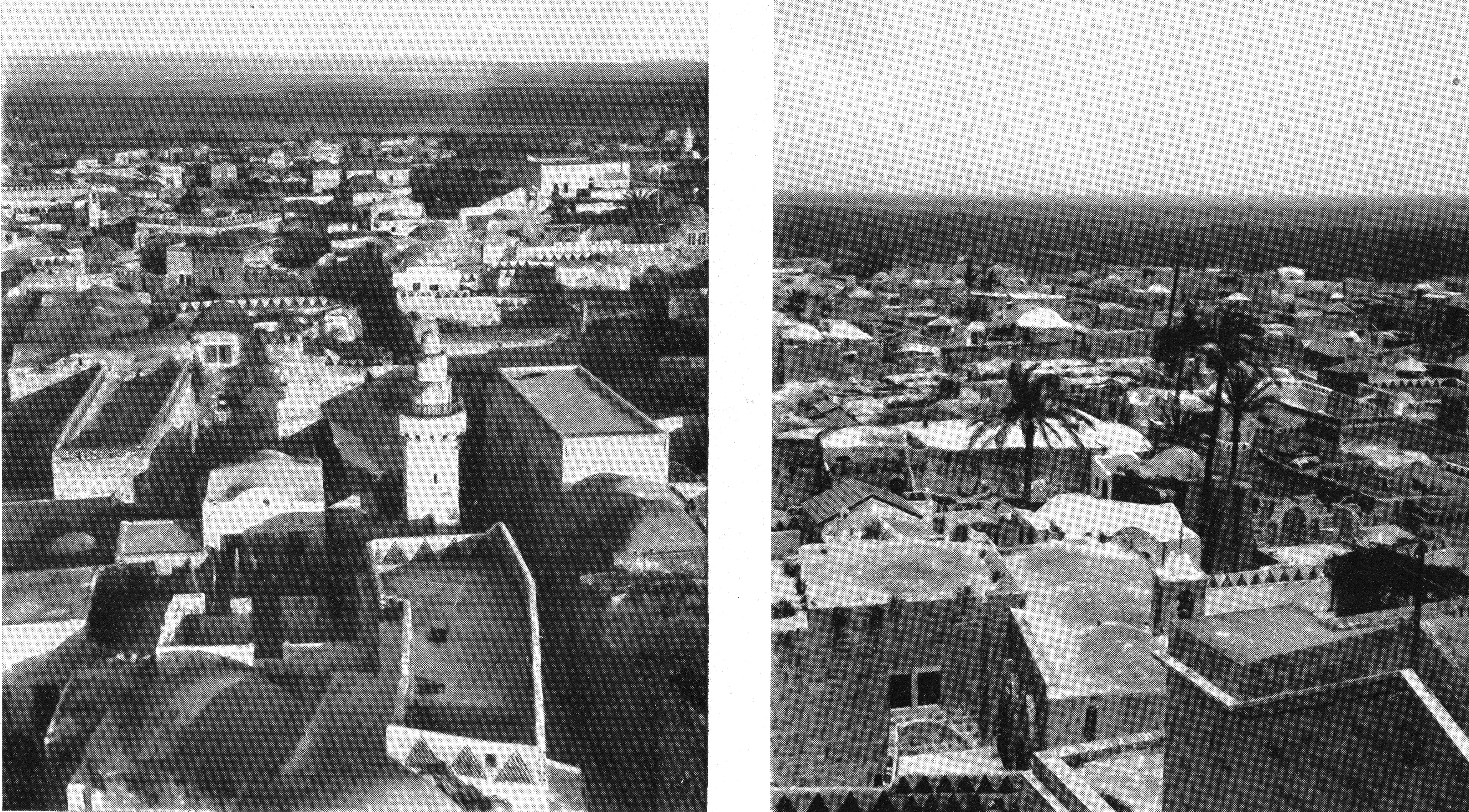
Ramle (stânga) și Lydda (dreapta), cca. 1925.

Orașul Lydda (în arabă اَلْلُدّْ, transliterat Al-Ludd) datează cel puțin din 5600–5250 î.e.n. Ramle (în arabă الرملة, transliterat ar-Ramlah), situat trei kilometri mai departe, a fost fondat în secolul al VIII-lea e.n. Ambele orașe erau importante strategic deoarece erau situate la intersecția principalelor șosele nord-sud și est-vest ale Palestinei. De asemenea, principalul nod feroviar al Palestinei și aeroportul său (acum Aeroportul Internațional Ben Gurion) se aflau în Lydda, iar principala sursă de apă a Ierusalimului se găsea la doar 15 kilometri depărtare. Forțele evreiești și arabe se atacau unele pe altele pe șoselele din jurul orașelor încă de la izbucnirea ostilităților, în decembrie 1947. Geograful israelian Arnon Golan scrie că arabii palestinieni au blocat la Ramle traficul evreiesc către Ierusalim, obligând la găsirea unei rute ocolitoare sudice. Israelul a lansat câteva atacuri terestre și aeriene asupra orașului Ramle și Latrunului, în mai 1948, iar prim-ministrul israelian David Ben-Gurion a dezvoltat ceea ce Benny Morris a numit o obsesie privind orașele; el a scris în jurnalul său că acestea trebuie să fie distruse, iar pe 16 iunie s-a referit la ele în timpul unei reuniuni a cabinetului israelian, numindu-le „doi ghimpi”.
Autoritățile locale arabe din Lydda, subordonate oficial Înaltului Comitet Arab, și-au asumat puterile civile și militare locale. Arhivele conducerii militare a Lyddei conțin înregistrări privind pregătirile militare, construirea de obstacole și tranșee, rechiziționarea de vehicule, montarea de mitraliere pe mașini blindate și încercări de a procura armament. În aprilie 1948, Lydda a devenit centru de furnizare a armelor și a oferit pregătire militară și coordonare de securitate satelor din jur.

### Operațiunea Dani

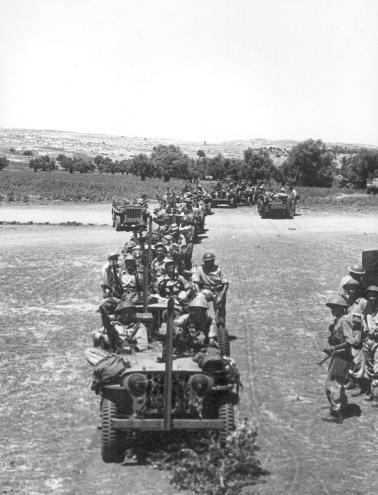
Brigada Iftah înaintea Operațiunii Dani.

În consecință, Israelul a lansat Operațiunea Dani, cu scopul de a prelua controlul șoselei Tel Aviv–Ierusalim și de a neutraliza astfel orice amenințare asupra Tel Aviv-ului din partea Legiunii Arabe, care era staționată în Ramallah și Latrun, având un număr de oameni și în Lydda. La 7 iulie, armata israeliană l-a numit pe Yigal Allon ca șef al operațiunii și pe Yitzhak Rabin, care a devenit mai apoi, în 1974, prim-ministrul Israelului, șeful său de stat major; amândoi serviseră în Palmach, o forță de elită a comunității evreiești din Palestina pre-israeliană. Operațiunea a fost executată între 9 iulie 1948, sfârșitul primului armistițiu din războiul arabo-israelian, și 18 iulie, începutul celui de-al doilea armistițiu, o perioadă cunoscută în istoriografia israeliană drept „cele zece zile”. Istoricul Benny Morris consemnează că armata israeliană a strâns cea mai mare forță din istoria ei: brigada Yiftah, batalioanele 82 și 89 ale Brigăzii 8 Blindate, trei din batalioanele de infanterie Kiryati și Alexandroni, în total circa 6.000 de oameni și 30 de piese de artilerie.

### Apărarea Lyddei

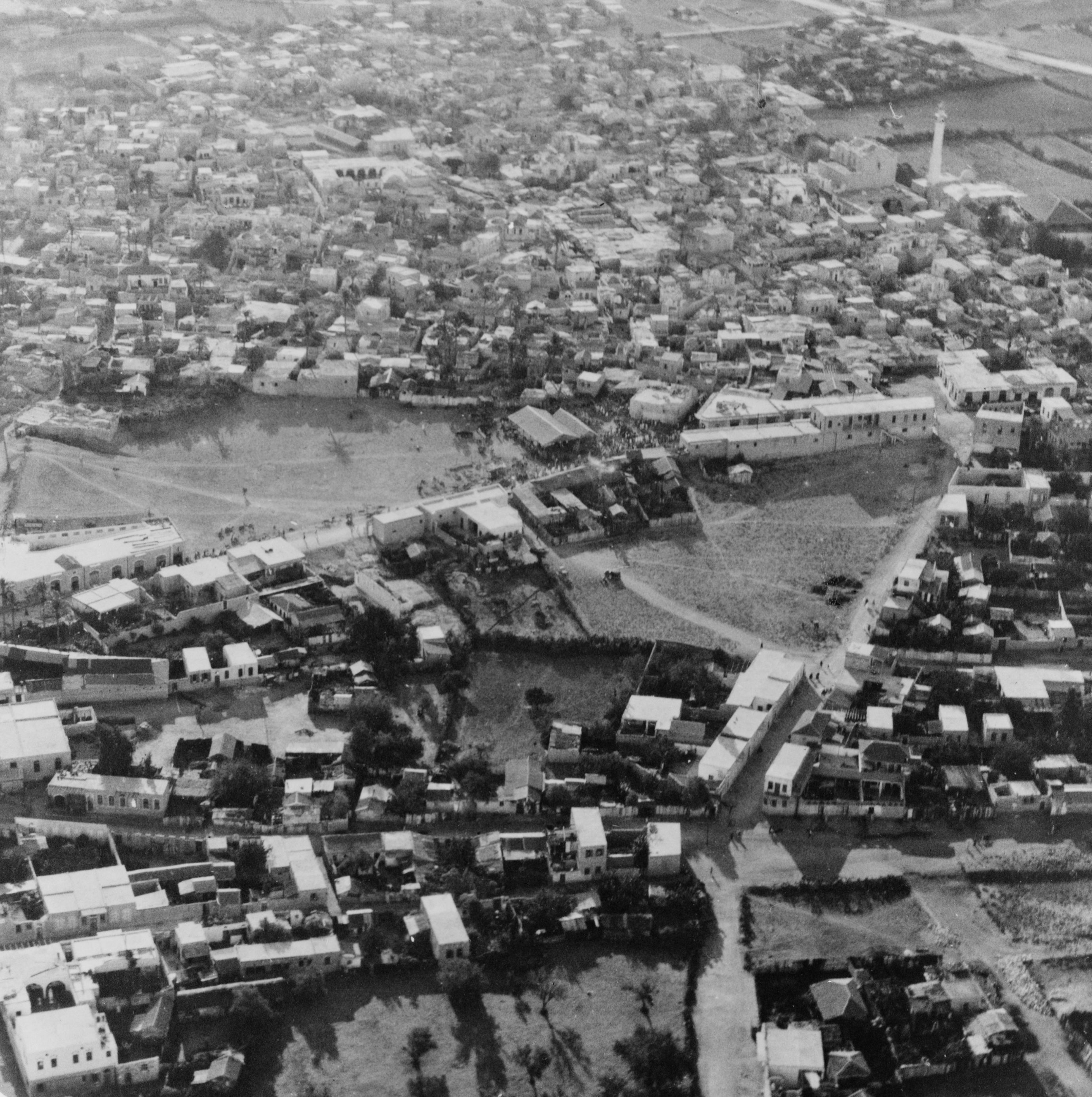
Orașul Lydda în 1932

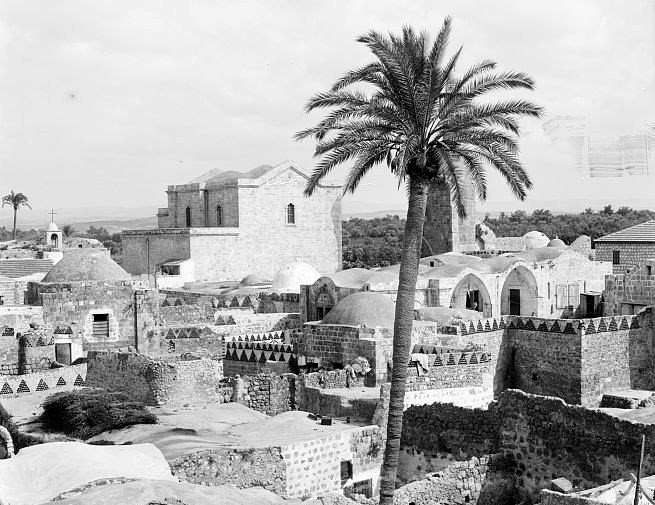
Lydda în 1920 cu Biserica Sfântul Gheorghe în fundal.

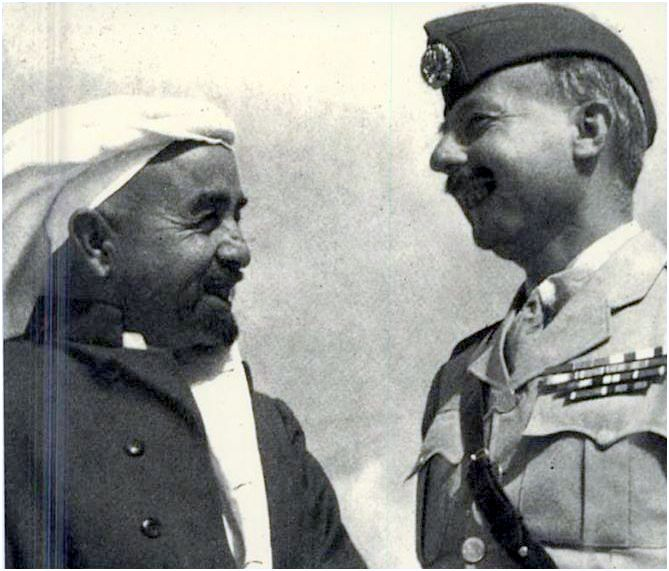
Regele Abdullah al Transiordaniei (1882–1951) cu John Bagot Glubb cunoscut ca Glubb Pașa (1897–1986), comandantul britanic al Legiunii Arabe.

În iulie 1948 Lydda și Ramle aveau o populație însumată de 50.000–70.000 de arabi palestinieni, din care 20.000 de refugiați din Jaffa și din alte părți. Unele orașe palestiniene deja fuseseră cucerite în ofensivele evreiești sau israeliene începute în aprilie, dar Lydda și Ramle încă rezistau. Există divergențe de opinie privind felul cât de bine erau apărate. În ianuarie 1948, John Bagot Glubb, comandantul britanic al Legiunii Arabe Transiordaniene, a făcut un tur al orașelor palestiniene arabe, inclusiv Lydda și Ramle, îndemnându-le să se pregătească pentru a se apăra singure. Legiunea distribuise sârmă ghimpată și toate armele de care se putea dispensa. Lydda avea pregătite o linie exterioară și poziții de apărare, un șanț antitanc și artilerie de câmp, precum și o linie puternic fortificată și înarmată la nord-est de zona centrală a orașului.
Istoricii israelieni Alon Kadish și Avraham Sela au scris că în acele zile Comitetul Național Arab — o autoritate arabă locală înființată de urgență, care răspundea în fața Înaltului Comitet Arab condus de Marele Muftiu al Ierusalimului — își asumase controlul civil și militar în Lydda și cumpărase arme, efectuase pregătire militară, construise tranșee, rechiziționase vehicule și organizase servicii medicale. Conform celor doi istorici, în momentul atacului israelian miliția din Lydda număra 1.000 de oameni echipați cu puști, pistoale mitralieră, 15 mitraliere, 5 mitraliere grele, 25 de lansatoare antitanc, șase sau șapte tunuri ușoare, două sau trei grele și mașini blindate cu mitraliere. Armata israeliană estimase că în oraș se afla o forță a Legiunii Arabe de 200-300 de oameni. În Lydda, spun istoricii israelieni, s-ar fi aflat de fapt câteva sute de voluntari beduini și o forță considerabilă a Legiunii Arabe. Ei susțin că morțile din Lydda s-au produs ca urmare a luptelor pentru controlul orașului, nu ca urmare a unui masacru.
Împotriva acestui punct de vedere, istoricul palestinian Walid Khalidi scrie că doar 125 de legionari ai Companiei 5 Infanterie se aflau în Lydda — Legiunea Arabă număra 6.000 în total — și că restul defensivei orașului era alcătuit din locuitori civili acționând sub comanda unui sergent pensionat din Legiunea Arabă. Conform lui Benny Morris, un număr de soldați ai Legiunii Arabe, incluzând 200–300 de voluntari beduini, sosise în Lydda și Ramle în aprilie, iar o forță de mărimea unei companii ocupase poziții în fostele secții britanice de poliție din Lydda și pe șoseaua Lydda-Ramle, înzestrată cu mașini blindate și alte arme. El mai scrie că 150 de legionari se aflau în oraș în luna iunie, dar israelienii credeau că sunt în jur de 1.500. Un ofițer al Legiunii Arabe fusese numit guvernator militar al ambelor orașe, semnalând dorința Regelui Abdullah al Transiordaniei de a revendica acele părți ale Palestinei repartizate de Națiunile Unite unui stat arab palestinian, dar Glubb i-a atras atenția că Legiunea era suprasolicitată și nu ar fi putut respinge un atac împotriva orașelor. Ca urmare, Regele Abdullah a ordonat Legiunii să-și asume doar poziții defensive, iar majoritatea legionarilor din Lydda s-au retras în timpul nopții de 11–12 iulie.
Kadish și Sela au mai afirmat că membrii Comitetului Național Arab împiedicaseră femeile și copiii să plece din oraș, motivând că plecarea lor ar fi acționat ca un catalizator, declanșând și plecarea bărbaților. Ei spun că era ceva obișnuit ca arabii palestinieni să-și părăsească locuințele sub amenințarea invaziei israeliene, în parte deoarece se temeau de atrocități, în special de viol, iar în parte pentru că nu doreau să trăiască sub stăpânire evreiască. În cazul Lyddei, argumentează cei doi istorici, temerile aveau și un motiv particular: cu câteva zile înainte de căderea orașului, un evreu găsit în gara din Lydda a fost executat public, iar trupul său a fost mutilat de locuitori, care, conform lui Kadish și Sela, se temeau acum de represaliile evreiești.

## Căderea orașelor

### Atacurile aeriene și predarea orașului Ramle

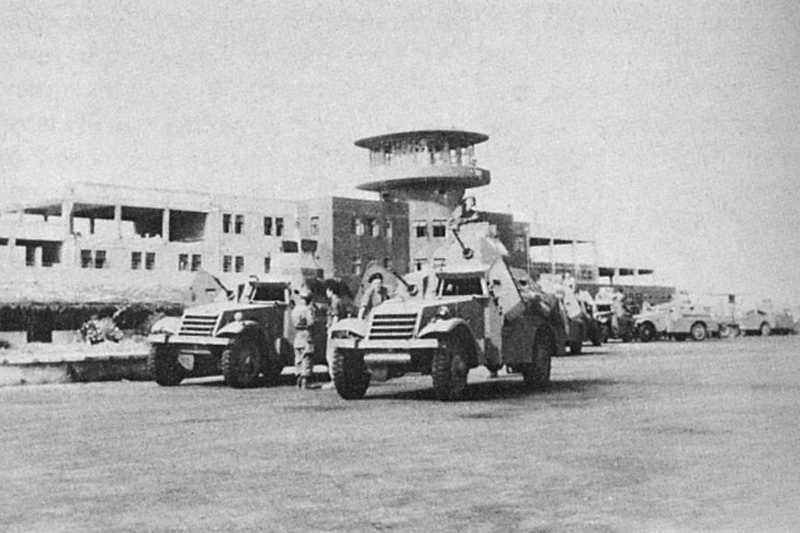
Armata israeliană a ocupat aeroportul din Lydda pe 10 iulie.

Forțele aeriene israeliene au început să bombardeze cele două orașe în noaptea de 9–10 iulie, intenționând să provoace fuga locuitorilor, iar acest lucru a funcționat în Ramle: pe 10 iulie, la ora 11:30, cartierul general al Operațiunii Dani a anunțat conducerea armatei că a început „o fugă generalizată și serioasă din Ramla”. În acea după-amiază, cartierul general al Operațiunii Dani a cerut uneia din brigăzile sale să faciliteze fuga din Ramle a femeilor, copiilor și bătrânilor, dar să-i rețină pe bărbații cu vârstă de încorporare. În aceeași zi armata israeliană a preluat controlul aeroportului din Lydda. Forțele aeriene israeliene au lansat foi volante asupra ambelor orașe pe 11 iulie, cerându-le locuitorilor să se predea. Liderii comunității locale din Ramle, împreună cu trei importante familii arabe locale, au acceptat să se predea, după care israelienii au atacat cu mortiere orașul și au impus o interdicție de circulație. The New York Times a consemnat la acea vreme că ocuparea Ramlei a fost considerată punctul culminant al scurtei existențe a Israelului.
Există două mărturii din ambele tabere privind Ramle sub ocupație. Khalil Wazir, care ulterior s-a alăturat OEP și a devenit cunoscut sub pseudonimul de luptă Abu Jihad, a fost alungat din oraș împreună cu familia sa, care deținea acolo o băcănie, când el avea doar 12 ani. El a spus că în Ramle lumea se temea de un masacru asemănător celui de la Deir Yassin și că între case și pe străzi erau împrăștiate cadavre, inclusiv de femei și copii. Din contră, scriitorul Arthur Koestler (1905–1983), care lucra pentru The Times, a visitat Ramle la câteva ore după invazie și a spus că oamenii circulau pe străzi ca de obicei. Câteva sute de tineri fuseseră închiși într-o cușcă din sârmă ghimpată și erau transportați cu camioanele într-o tabără de internare. Femeile le aduceau mâncare și apă, mai scrie el, certându-se cu paznicii evrei și părând netemătoare. Koestler a consemnat că sentimentul covârșitor părea să fie ușurarea că războiul s-a terminat.

### Incursiunea lui Moshe Dayan în Lydda

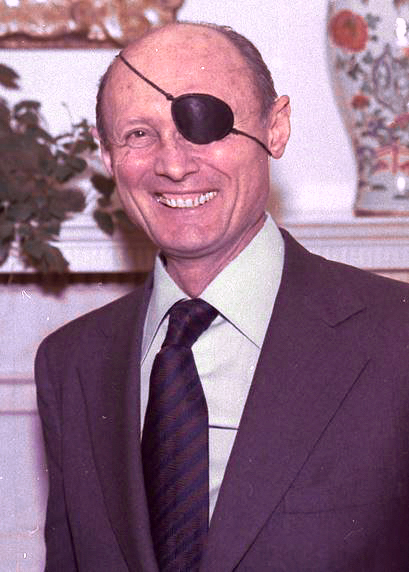
Moshe Dayan (1915–1981) a condus o incursiune în Lydda „trăgând în tot ce mișca”.

În după-amiaza de 11 iulie, Batalionul 89 Blindate al Israelului, condus de lt. col. Moshe Dayan, a atacat Lydda. Istoricul israelian Anita Shapira scrie că incursiunea a avut loc la inițiativa proprie a lui Dayan, fără ca acesta să se coordoneze cu comandantul său. Folosind o coloană de jeepuri în fruntea căreia se afla o mașină blindată Marmon-Herrington cu turelă, capturată de la Legiunea Arabă în ziua anterioară, el a lansat atacul în zori, pătrunzând în oraș de la est spre vest, mitraliind tot ce mișca, după spusele lui Benny Morris, apoi continuând pe șoseaua Lydda-Ramle și trăgând spre posturile miliției arabe până când a ajuns la gara din Ramle. Kadish și Sela scriu că trupele evreiești au fost întâmpinate cu foc puternic de Legiunea Arabă în zonele secțiilor de poliție din Lydda și pe șoseaua Lydda-Ramle, iar Dayan a descris asaltul astfel: „intrarea [de sud] a orașului era plină de combatanți arabi ... Au fost aruncate grenade de mână din toate direcțiile. Era o confuzie extraordinară.” O mărturie din acea perioadă a corespondentului The New York Times Gene Currivan confirmă că atacul a fost întâmpinat cu rezistență puternică. Oamenii lui Dayan au avansat până la gară unde răniții au fost tratați, apoi s-au întors la Bet Shemen sub focul continuu al inamicului dinspre secțiile de poliție. Șase din oamenii săi au fost uciși și alți 21 răniți.
Kenneth Bilby, un corespondent al New York Herald Tribune, se afla în oraș în acel moment. El a scris: „[Coloana de jeepuri israeliene] a gonit prin Lydda trăgând cu puști, Sten-uri și pistoale-mitralieră. A rulat în viteză pe străzile principale, mitraliind tot ce mișca ... cadavrele bărbaților arabi, femeilor și chiar copiilor erau împrăștiate pe străzi în urma acestei șarje fără milă”. Incursiunea a durat 47 de minute, lăsând în urmă 100–150 de arabi palestinieni morți, conform mărturiilor Batalionului 89 al lui Dayan. În tabăra israeliană s-au înregistrat 6 morți și 21 de răniți. Kadish și Sela scriu că numărul mare de victime a fost cauzat de confuzia privind faptul că nu se știa cine erau trupele lui Dayan. Militarii israelieni purtau keffieh și aveau în frunte o mașină blindată cucerită de la Legiunea Arabă. E posibil ca locuitorii să fi crezut că a sosit Legiunea Arabă, în final devenind victimele tirurilor nediscriminate ale forțelor lui Dayan în timp ce fugeau spre casele lor.

### Predarea Lyddei și incursiunea legionarilor arabi

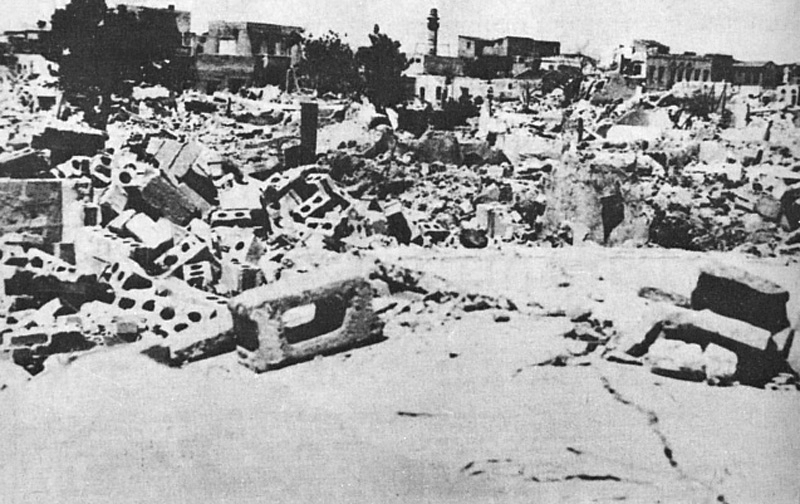
Ruinele Lyddei după ofensiva israeliană.

Deși în Lydda n-a fost anunțată nici o predare oficială, oamenii s-au strâns pe străzi fluturând steaguri albe. În seara de 11 iulie, 300–400 de soldați israelieni au intrat în oraș. La scurt timp după aceea, forțele Legiunii Arabe de pe șoseaua Lydda–Ramle s-au retras, deși un număr restrâns de legionari a rămas în secția de poliție din Lydda. Trupe israeliene suplimentare au sosit în zorii zilei de 12 iulie. Conform unei mărturii din cadrul armatei, contemporană evenimentelor, „grupuri de bătrâni și tineri, femei și copii, au inundat străzile într-o mare demonstrație de supunere, purtând steaguri albe, și au intrat de bunăvoie în centrele de detenție pe care le amenajasem în moschee și în biserică — musulmanii și creștinii separat”. Curând, clădirile au fost pline, iar femeile și copiii au fost eliberați, lăsând înăuntru câteva mii de bărbați, inclusiv 4.000 într-unul din spațiile amenajate în moschee.
Guvernul israelian a înființat un comitet care să se ocupe de refugiații palestinieni arabi și de proprietățile lor abandonate. Comitetul a emis un ordin explicit care interzicea „distrugerea, arderea sau demolarea orașelor și satelor arabe, expulzarea locuitorilor satelor arabe, cartierelor și orașelor, ori dezrădăcinarea populației arabe din locurile ei de rezidență” în absența unor dispoziții specifice și directe de la Ministerul Apărării. Regulamente locale au ordonat sigilarea zonelor arabe pentru a preveni jafurile și actele de răzbunare și au declarat că bărbații capturați urmau să fie tratați ca prizonieri de război, Crucea Roșie urmând să fie notificată. Arabilor palestinieni care ar fi dorit să rămână în oraș li se permitea să facă acest lucru și confiscarea proprietăților lor a fost interzisă.
Au fost convocați oficialii orașului și, după discuții, au decis predarea acestuia. Locuitorii din Lydda au fost înștiințați să-și lase armele pe treptele de la intrare în locuințe pentru a fi adunate de soldații evrei, dar nu s-au conformat. O interdicție de circulație pentru acea noapte a fost anunțată cu ajutorul megafoanelor. O delegație a oficialilor orașului, inclusiv primarul Lyddei, s-a deplasat la secția de poliție pentru a încerca să-i convingă și pe legionarii arabi să se predea. Aceștia au refuzat și au tras asupra oficialilor, ucigându-l pe primar și rănindu-i pe alții. În ciuda acestui fapt, Batalionul 3 israelian a decis să accepte predarea orașului. Istoricul israelian Yoav Gelber a scris că legionarii aflați încă în secția de poliție au intrat în panică și au trimis mesaje disperate către cartierul lor general de la Ramallah: „Nu aveți nici un Dumnezeu în inimă? Nu simțiți nici o compasiune? Trimiteți ajutor!” Ei erau gata să se predea, dar cartierul general le-a transmis să aștepte să fie salvați.
Pe 12 iulie, la ora 11:30, două sau trei mașini blindate ale Legiunii Arabe au intrat în oraș, conduse de lt. Hamadallah al-Abdullah din Brigada 1 Transiordaniană. Mașinile blindate au deschis focul înspre soldații israelieni care împânzeau centrul vechi, creând impresia că iordanienii au organizat un contraatac. Schimburile de focuri i-au făcut pe locuitori și pe legionarii din secția de poliție să creadă că Legiunea a sosit în forță, iar cei care încă aveau arme au început să tragă și ei în israelieni. Miliția locală a redeschis ostilitățile, iar o patrulă israeliană a fost atacată în piață de o mulțime revoltată. Militarii evrei au suferit numeroase pierderi și, considerând rezistența drept o violare a acordului de predare a orașului, au ripostat rapid, ceea ce a dus la multe victime printre civili. Kadish și Sela, citându-l pe Moshe Kelman, comandantul Batalionului 3, scriu că israelienii s-au pomenit sub tiruri puternice de la „mii de arme din fiecare casă, acoperiș sau fereastră”. Benny Morris califică această mărturie drept „nonsens” și susține că doar câteva duzini de locuitori au luat parte la ceea ce s-a dovedit a fi un scurt schimb de focuri.

### Masacrul din Lydda

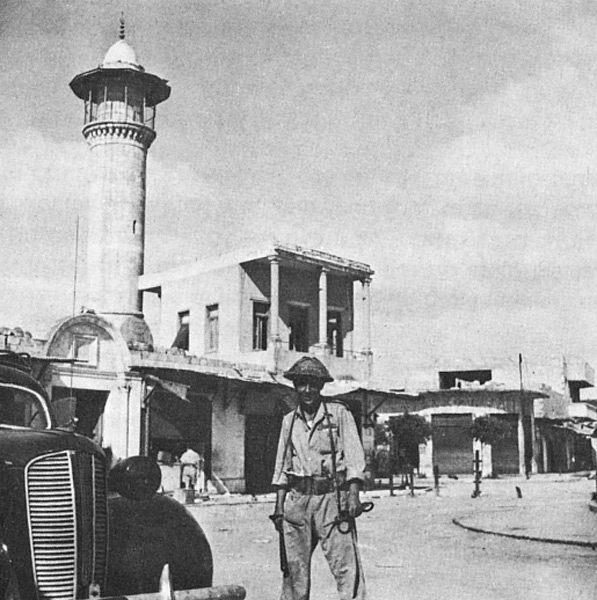
Soldat israelian în fața moscheii Dahmash din centrul Lyddei.

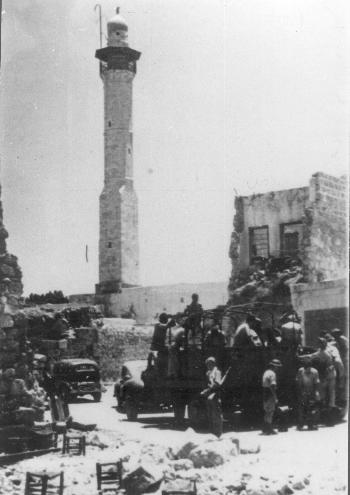
Moscheea din Lydda după Operațiunea Dani, iulie 1948.

Istoricul Yoav Gelber descrie ceea ce a urmat ca fiind probabil cel mai sângeros masacru al războiului arabo–israelian. Anita Shapira scrie că israelienii nu aveau nici o experiență privind guvernarea civililor și au intrat în panică. Moshe Kelman, comandantul Batalionului 3, a ordonat trupelor să tragă în orice țintă clară, inclusiv în orice persoană prezentă pe stradă. El a spus că n-a avut de ales; nu exista posibilitatea trimiterii imediate de întăriri și nici o cale de a determina următorii pași ai inamicului. Soldații israelieni au aruncat grenade în casele unde suspectau că se ascund lunetiști. Locuitorii au fugit în panică din case și au fost împușcați. Yeruham Cohen, un ofițer de informații al armatei israeliene, a spus că circa 250 de oameni au murit între orele 11:30 și 14:00.
Totuși, istoricii Kadish și Sela afirmă că nu există dovezi la prima mână că ar fi avut loc un masacru, cu excepția câtorva surse arabe dubioase. Ei mai adaugă că o reconstituire a bătăliei sugerează o „mai bună, chiar dacă mai complexă explicare a pierderilor arabe”, care „dă naștere unor îndoieli serioase, dacă nu chiar respinge în totalitate raționamentul pentru masacrul din moscheea al-'Umari”. Acest punct de vedere a fost criticat. Citând din articolul lui Kadish și Sela, John W. Pool trage concluzia: „„... în dimineața de 12 iulie 1948, forțele Palmach din (Lydda) s-au trezit sub tiruri puternice de la 'mii de arme din fiecare casă, acoperiș sau fereastră', suferind pierderi grele”. Aceste afirmații par să fie baza majorității argumentelor avansate în articol. Cred că autorii ar fi trebuit să furnizeze mult mai multă informație despre intențiile lor precise, corectitudinea faptelor și sursele lor”. Pool continuă atrăgând atenția că „(Benny Morris) nu spune câți orășeni au fost implicați în lupte, dar mărturia lui sugerează cu siguranță un număr de pușcași arabi cu mult mai mic decât cele câteva mii (consemnate de Kadish și Sela). James Bowen este și el critic. El a plasat o notă de avertizare pe saitul Colegiului Universității Cork: „acest articol ar trebui citit cu reținere... se bazează pe o carte scrisă de aceeași autori, care a a fost publicată în 2000 de Ministerul Israelian al Apărării”.
Istoricul palestinian Aref al-Aref plasează cifra morților la 426, inclusiv 179 despre care spune că ar fi fost uciși ulterior într-una din moschei, în timpul unui incident confuz numit, în funcție de surse, masacru sau bătălie. Mii de bărbați musulmani deținuți de evrei fuseseră închiși cu o zi înainte în două moschei. Deținuții creștini fuseseră duși la biserică sau la mănăstirea ortodoxă de rit grecesc din apropiere, făcându-i pe musulmani să se teamă de un masacru. Benny Morris scrie că unii din ei au încercat să fugă, gândindu-se că urmează să fie uciși, iar drept răspuns militarii israelieni au aruncat grenade și au tras rachete antitanc într-una din anexele moscheii. Kadish și Sela susțin că a fost de fapt o luptă izbucnită între membrii milițiilor închiși în moschee și soldații israelieni de afară și că, răspunzând atacurilor din moschee, israelienii au tras un obuz antitanc înspre aceasta, apoi au atacat-o, ucigând 30 de militanți dinăuntru. În 2013, într-o mărturie în fața organizației neguvernamentale Zochrot, Yerahmiel Kahanovici, un luptător al Palmach prezent la fața locului, a declarat că el însuși, în timpul bombardării unei moschei, a tras o rachetă antitanc de tip PIAT, ceea ce a creat o enormă undă de șoc înăuntrul moscheii, iar la examinarea ulterioară a acesteia a găsit pereții împânziți de rămășițe umane. Kahanovici a mai declarat că oricine încerca să se depărteze de zona luptelor a fost împușcat mortal.  Conform lui Benny Morris, zeci de oameni au murit, inclusiv bărbați neînarmați, femei și copii; un martor ocular și-a publicat în 1998 amintirile, declarând că a îndepărtat personal 95 de cadavre dintr-una din moschei.
Când au încetat împușcăturile, cadavrele împânzeau străzile și casele din Lydda, precum și șoseaua Lydda–Ramle; Morris scrie că erau cu sutele. Crucea Roșie trebuia să viziteze zona, dar noul guvernator militar israelian din Ramle a emis un ordin pentru a amâna această vizită. Vizita a fost reprogramată pentru 14 iulie; cartierul general al Operațiunii Dani a ordonat trupelor israeliene să îndepărteze cadavrele până atunci, dar se pare că ordinele nu au fost îndeplinite. Dr. Klaus Dreyer din Corpul Medical al armatei israeliene s-a plâns pe 15 iulie că mai erau cadavre expuse în și în jurul Lyddei, ceea ce constituia un risc pentru sănătate și „o problemă morală și estetică”. El a cerut să se organizeze rezolvarea problemei cu ajutorul camioanelor și a locuitorilor arabi.

## Exodul

### Ordinele de expulzare
Benny Morris scrie că David Ben-Gurion și armata au lăsat în principiu în seama reprezentanților lor din teren să decidă cum vor fi tratați locuitorii arabi palestinieni, fără implicarea cabinetului sau a ministerelor. Drept rezultat, politicile au fost ocazionale și circumstanțiale, depinzând în parte de poziția pe hartă a localității, dar și de religia sau etnicitatea rezidenților ei. Arabilor palestinieni din Galileea de vest și cea inferioară, în special creștini și druzi, li s-a permis să rămână pe loc, dar Lydda și Ramle, în proporție covârșitoare musulmane, au fost aproape complet golite de populație. Nu a existat o politică oficială de expulzare a populației palestiniene, mai scrie Morris, dar ideea unui „transfer” „plutea în aer”, iar conducerea israeliană a înțeles acest lucru.

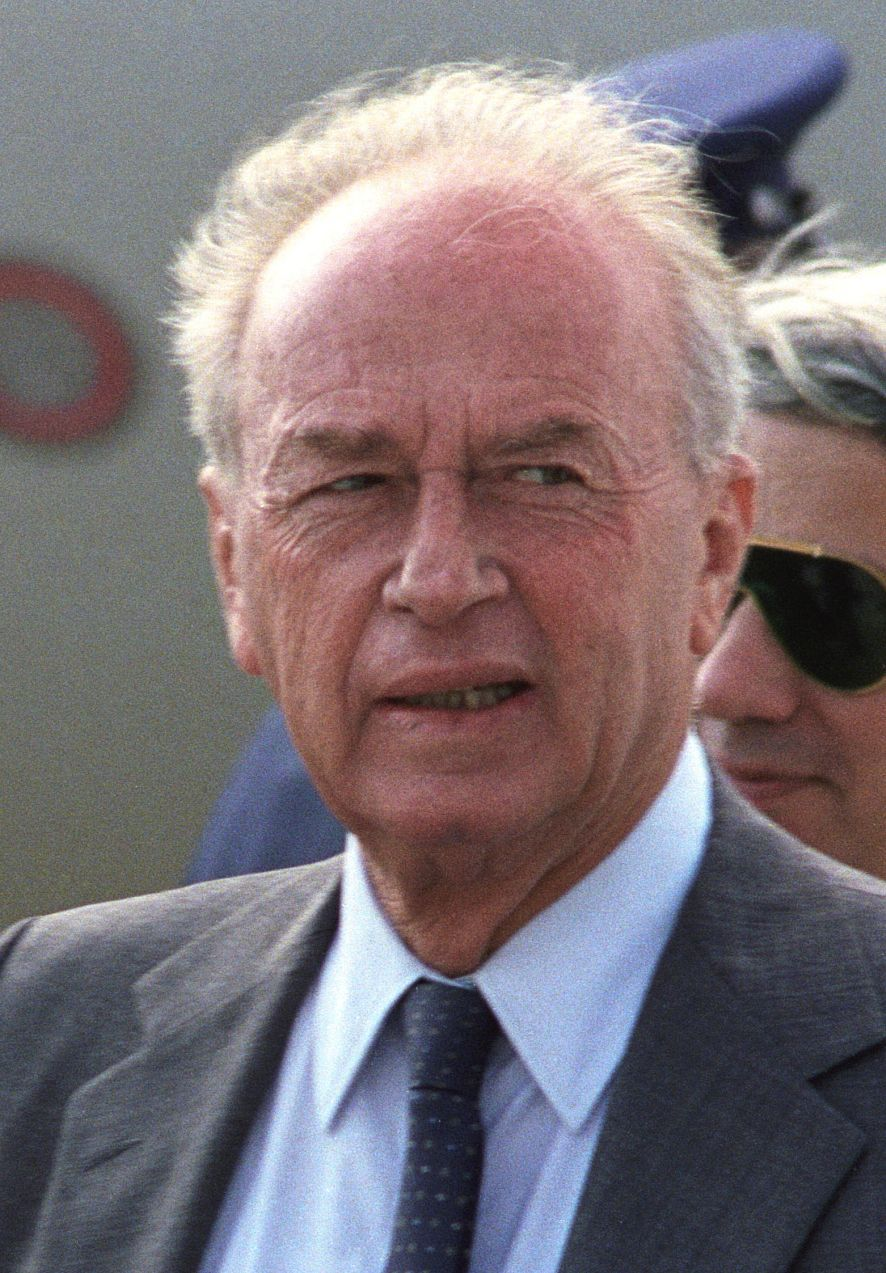
Yitzhak Rabin (1922–95) a semnat ordinul de expulzare.

Pe măsură ce schimburile de focuri continuau în Lydda, la cartierul general al Operațiunii Dani s-a desfășurat, pe 12 iulie 1948, o întâlnire între Ben-Gurion, Yigael Yadin și Zvi Ayalon, generali în armata israeliană, și Yisrael Galili, anterior ofițer al Haganah, forțele evreiești de dinaintea constituirii armatei israeliene. Au fost prezenți și Yigal Allon, ofițerul comandant al Operațiunii Dani, și Yitzhak Rabin, adjunctul lui. La un moment dat, Ben-Gurion, Allon și Rabin au părăsit încăperea. Rabin a oferit ulterior două versiuni despre ceea ce s-a întâmplat mai departe. Într-un interviu din 1977 cu Michael Bar-Zohar, Rabin a spus că Allon a întrebat ce trebuie făcut cu locuitorii palestinieni; drept răspuns, Ben-Gurion a fluturat mâna și a răspuns, „garesh otam”—„expulzați-i”. În manuscrisul memoriilor sale din 1979, Rabin a scris în schimb că Ben-Gurion nu a vorbit ci doar și-a fluturat mâna, iar că el [Rabin] a înțeles că acest lucru înseamnă „alungați-i”. Ordinul de expulzare din Lydda a fost emis la ora 13:30, pe 12 iulie, și a fost semnat de Rabin.
În memoriile sale Rabin a scris: „'Alungarea' este un termen dur. Psihologic vorbind, aceasta a fost una din cele mai dificile acțiuni pe care le-am întreprins. Populația din Lod nu a plecat de bunăvoie. N-a existat nici o cale de a evita uzul de forță și focurile de avertizare pentru a-i face pe locuitori să mărșăluiască cele 10 sau 15 mile până la punctul unde au întâlnit Legiunea”. Cenzura israeliană a îndepărtat această secțiune din manuscrisul lui Rabin, dar Peretz Kidron, jurnalistul israelian care a tradus în engleză memoriile sale i-a transmis textul cenzurat lui David Shipler de la The New York Times, care l-a publicat pe 23 octombrie 1979.
Într-un interviu pentru The New York Times, două zile mai târziu, Yigal Allon a contrazis versiunea evenimentelor prezentată de Rabin. „Cu toată înalta mea prețuire pentru Rabin în timpul războiului de independență, am fost comandantul lui, iar imaginea mea privind faptele are deci mai multă acuratețe”, i-a declarat el jurnalistului Shipler. „Nu i-am cerut răposatului Ben-Gurion permisiunea de a expulza populația din Lydda. Nu am primit o astfel de permisiune și nu am dat astfel de ordine”. Allon a mai afirmat că locuitorii au plecat în parte pentru că așa le-a cerut Legiunea Arabă, pentru ca aceasta să poată recaptura Lydda la o dată ulterioară, iar în parte pentru că au fost cuprinși de panică. Istoricul Yoav Gelber l-a contrazis și el pe Rabin. Gelber a scris că Ben-Gurion avea obiceiul de a-și exprima ordinele foarte clar, fie verbal fie în scris, și că nu ar fi emis un ordin prin fluturarea mâinii; el a adăugat că nu există nici o înregistrare a vreunei întruniri înainte de invazie care să sugereze că s-ar fi discutat expulzarea. El atribuie expulzarea lui Allon, despre care susține că era cunoscut pentru politica sa a pământului pârjolit. Oriunde a condus Allon trupele israeliene, scrie Gelber, n-a mai rămas nici un palestinian. În timp ce istoriografia tradițională din Israel a insistat că refugiații palestinieni și-au părăsit pământurile la ordinele liderilor arabi, unii cercetători israelieni au contrazis în anii recenți acest punct de vedere.

### Intervențiile lui Sheetrit și Shertok
Aparent, cabinetul israelian nu a știut nimic despre planul de expulzare a palestinienilor până când Bechor Shitrit, ministrul pentru problemele minorităților, a apărut neanunțat la Ramle la 12 iulie. El a fost șocat când a realizat că trupele evreiești organizau expulzări. Shitrit s-a întors la Tel Aviv pentru o întrunire cu ministrul de externe Moshe Shertok, care s-a întâlnit apoi cu Ben Gurion pentru a decide împreună pașii de urmat în privința tratamentului la care urmau să fie supuși locuitorii arabi. Benny Morris susține că Ben Gurion nu le-ar fi spus lui Shitrit sau Shertok că el însuși a fost sursa ordinelor de expulzare. Gelber contrazice analiza lui Morris, argumentând că înțelegerea dintre Ben-Gurion, Shitrit și Shertok este mai degrabă dovada că expulzările nu erau în intenția celui dintâi, decât dovada duplicității sale, după cum insinuează Morris. Cei trei politicieni au căzut de acord ca locuitorilor celor două orașe să li se spună că oricine va dori să plece va putea să o facă, dar că oricine va rămâne va fi responsabil pentru el însuși și că nu va fi aprovizionat cu alimente. De asemenea, că femeile, copiii, bătrânii și bolnavii nu vor forțați să plece, iar mănăstirile și bisericile nu trebuie deteriorate, dar moscheile nu au fost menționate. Ben-Gurion a transmis ordinul Statului Major General al armatei, care l-a transmis mai departe, la cartierul general al Operațiunii Dani, pe 12 iulie, la ora 23:30, la zece ore după ce fuseseră deja emise ordinele de expulzare. Morris scrie că ordinele erau ambigue în privința faptului că femeile, copiii, bătrânii și bolnavii nu trebuie forțați să plece: cuvântul „lalechet” are două sensuri, „a pleca” și a „merge (pe jos)”. Satisfăcut că ordinul a fost transmis, Shertok a crezut că a reușit să evite expulzările, fără să realizeze că, în chiar momentele în care cei trei politicieni le dezbăteau la Tel Aviv, ele deja începuseră.

### Plecarea
Mii de locuitori din Ramle au început să părăsească orașul pe jos, în camioane sau autobuze, între 10 și 12 iulie. Armata israeliană a folosit pentru acest scop propriile vehicule și vehicule confiscate de la arabi. Morris scrie că, pe 13 iulie, dorințele armatei israeliene și cele ale locuitorilor din Lydda au coincis. În ultimele trei zile locuitorii fuseseră supuși bombardamentelor aeriene, invaziei terestre, le-au fost aruncate grenade în case, sute de locuitori au fost uciși, au trăit sub interdicție de circulație, au fost abandonați de Legiunea Arabă, iar bărbații în putere au fost făcuți prizonieri de către evrei. Morris scrie că rezidenții orașului au decis că nu pot trăi sub stăpânire israeliană. Spiro Munayyer, un martor ocular, a scris că lucrul cel mai important era să se iasă din oraș. Un ofițer israelian de informații, Shmarya Guttman, în viața civilă arheolog, a realizat o înțelegere prin care locuitorii urmau să plece în schimbul eliberării prizonierilor; conform lui Guttman, el s-a dus în persoană la moschee și le-a spus bărbaților de acolo că sunt liberi să se alăture familiilor lor. Mesagerii orașului și soldații israelieni s-au plimbat sau au condus prin oraș informându-i pe locuitori unde să se strângă pentru plecare.
În ciuda faptului că încheiaseră un acord cu palestinienii, Morris scrie că trupele au înțeles că ceea ce a urmat a fost un act de deportare și nu o plecare voluntară. În timp ce locuitorii se aflau încă în oraș, radioul armatei israeliene începuse deja să îi numească „refugiați” (plitim). Cartierul general al Operațiunii Dani a anunțat Statul Major General al armatei la prânz, pe 13 iulie, că „[trupele din Lydda] sunt ocupate cu expulzarea locuitorilor [oskim begeirush hatoshavim]” și a transmis în același timp cartierelor generale ale brigăzilor Kiriati, a 8-a și Iftah că „rezistența inamicului în Ramle și Lydda a încetat. Evacuarea [pinui] locuitorilor... a început”.

### Marșul

Refugiați din Lydda și Ramle după exodul de trei zile

Locuitorii din Lydda au fost puși în mișcare în dimineața de 13 iulie. Au fost obligați să mărșăluiască, posibil datorită rezistenței lor anterioare împotriva trupelor evreiești sau pur și simplu pentru că nu mai erau vehicule disponibile. Au mărșăluit 6–7 kilometri până la Beit Nabala, apoi încă 10–12 până la Barfilia, pe drumuri prăfuite și la temperaturi de 30–35°C, transportându-și copiii și bunurile portabile în căruțe trase de animale sau în spate. Conform lui Shmarya Guttman, un soldat israelian, armata a tras ocazional și focuri de avertizare. Soldații israelieni i-au deposedat de bunurile lor pe unii din refugiați, ori pe drum, ori la punctele militare de control. Alt soldat israelian a descris cum bunuri sau chiar persoane au început să fie abandonate pe drum, pe măsură ce refugiații au început să obosească sau s-au prăbușit: „Mai întâi [au aruncat] uneltele și mobila, iar până la urmă cadavre de bărbați, femei și copii au rămas împrăștiate pe drum”.
Haj As'ad Hassouneh, descris de Saleh Abd al-Jawad ca „un supraviețuitor al marșului morții”, a împărtășit din amintirile sale în 1996: „Evreii veneau și le strigau oamenilor: „Trebuie să plecați.” „Unde să plecăm?” „Mergeți la Barfilia.” ... locul unde te aflai determina dacă și câtă familie sau lucruri puteai să iei cu tine; nu mai puteai ajunge la nimeni care locuia la vest de tine. Trebuia să începi imediat să mărșăluiești și trebuia să faci asta către est. ... Oamenii erau sfârșiți încă înainte de a-și începe călătoria sau de a putea ajunge la orice destinație. Nimeni nu știa unde e Barfilia sau cât de departe se afla ea de râul Iordan. ... În plus, oamenii posteau datorită Ramadanului, deoarece erau credincioși. Nu exista apă. Oamenii au început să moară de sete. Câteva femei au murit, iar bebelușii se alăptau la cadavrele lor. Mulți dintre bătrâni au murit pe drum. ... Mulți și-au îngropat morții în frunzele de porumb.”
După trei zile de mers pe jos refugiații au fost recuperați de Legiunea Arabă și conduși la Ramallah. Estimările în legătură cu numărul morților variază. Multe dintre victime au fost bătrâni sau copii care au murit din cauza căldurii și epuizării. Benny Morris a scris că a fost vorba de „o mână de oameni, poate câteva zeci”. John Bagot Glubb a consemnat că „nimeni nu va ști vreodată câți copii au murit”. Nimr al Khatib a estimat din auzite că 335 de persoane au murit. Walid Khalidi dă o cifră de 350, citându-l pe istoricul palestinian Aref al-Aref. Expulzările au umplut cu refugiați șoselele spre est. Morris scrie că planul militarilor evrei a fost unul simplu și concludent. Tocmai cuceriseră două obiective majore și nu mai aveau energie. Era de așteptat ca Legiunea Arabă să contraatace, dar expulzările au împiedicat-o: drumurile erau acum aglomerate, iar Legiunea a devenit brusc responsabilă pentru siguranța și supraviețuirea altor zeci de mii de oameni.

### Jefuirea refugiaților și a orașelor

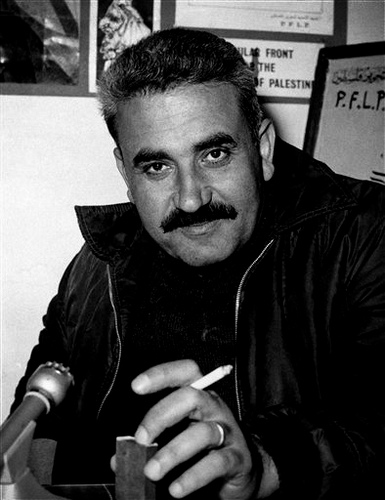
George Habash (1926–2008), care a condus ulterior FPEP, a fost unul dintre expulzații din Lydda.

Liniile de conduită ale ordinului Sharett–Ben Gurion către armata israeliană specificau că nu trebuie să existe nici un jaf, dar numeroase surse vorbesc de jafuri larg răspândite. Ziarul The Economist scria pe 21 august 1948: „Refugiații arabi erau sistematic deposedați de toate bunurile lor înainte de a fi trimiși în marșul spre frontieră. Lucrurile din case, magazine, îmbrăcămintea, totul trebuia lăsat pe loc”. Aharon Cohen, directorul Departamentului Arab al partidului Mapam, s-a plâns lui Yigal Allon la multe luni după deportare că militarilor israelieni li s-a cerut să confiște bijuteriile și banii de la locuitorii arabi, astfel încât aceștia să ajungă fără resurse în zonele ocupate de Legiunea Arabă și să sporească deci povara de a avea grijă de ei. Allon a replicat că nu are cunoștință de un astfel de ordin, dar l-a acceptat ca pe o posibilitate.
George Habash, care a fondat ulterior Frontul Popular pentru Eliberarea Palestinei, s-a născut în Lydda, într-o familie palestiniană creștin-ortodoxă. La acea vreme studia în anul II la Facultatea de Medicină din Beirut, dar s-a întors în Lydda când a auzit că israelienii au sosit în Jaffa și a fost în consecință unul dintre cei expulzați. În 1990, rememorând evenimentele din 1948, a povestit că israelienii au confiscat ceasuri, bijuterii, aur și portofele de la refugiați și că și-a văzut un vecin ucis prin împușcare pentru că a refuzat să fie percheziționat; a mai spus că sora bărbatului, martoră și ea la crimă, a murit în timpul marșului din cauza șocului, epuizării și setei.
Pe măsură ce locuitorii plecau a început jefuirea orașelor. Comandantul Brigăzii Iftah, lt. col. Schmuel „Mula” Cohen, a notat despre Lydda: „cruzimea războiului a ajuns aici la zenit”. Bechor Shitrit, ministrul pentru problemele minorităților, a spus că armata a adunat doar din Lydda 1.800 de camioane pline cu bunuri. Dov Shafrir a fost numit Custode al Israelului pentru Proprietățile Absenților, teoretic însărcinat cu protejarea și redistribuirea proprietăților și bunurilor palestinienilor, dar echipa lui era neexperimentată și incapabilă să controleze situația. Jafurile au fost atât de extinse că Batalionul 3 a trebuit să fie retras din Lydda în noaptea de 13–14 iulie și trimis pentru o zi la Ben Shemen pentru kinus heshbon nefesh, o adunare de prelucrare pentru examinărea propriilor fapte. Cohen i-a obligat pe soldați să predea lucrurile jefuite, care au fost puse pe un rug și distruse, dar situația a continuat când militarii s-au întors în oraș. Ulterior, unii din ei au fost anchetați.
Au existat și acuzații privind violuri comise de unii soldați evrei împotriva femeilor palestiniene. Ben-Gurion s-a referit la ele într-o notă datată 15 iulie 1948 din jurnalul său: „O întrebare amară a apărut privind acte de jaf și viol [o'nes ("אונס")] în orașele cucerite ...” Scriitorul israelian Amos Kenan, care a fost comandant de pluton în Regimentul 82 al brigăzii israeliene care a cucerit Lydda, a declarat ziarului The Nation, la 6 februarie 1989: „Noaptea, aceia dintre noi care nu ne puteam abține mergeam în incintele cu prizonieri să violăm femei arabe. Mi-aș dori foarte mult să cred, și poate chiar reușesc să fac asta, că cei care nu s-au putut abține nu au făcut altceva decât ceea ce credeau că le-ar fi făcut lor arabii dacă ar fi câștigat ei războiul”. Kenan a susținut că doar una dintre femei s-a plâns. A fost organizată o curte marțială, a mai spus el, dar în sală acuzatorul a făcut un gest cu palma de-a latul gâtului, iar femeia a decis să-și retragă acuzația. Acuzațiilor li s-a atribuit o importanță redusă de către guvernul israelian. Ministrul Agriculturii Aharon Zisling a spus cabinetului pe 21 iulie: „S-a zis că au existat cazuri de violuri în Ramle. Pot ierta acte de viol, dar nu voi ierta alte fapte care par mult mai grave. Când se intră într-un oraș și inelele sunt scoase cu forța de pe degete și bijuteriile de la gâturi — asta e o problemă foarte gravă.”
Controlul central asupra luptătorilor evrei era slab, scrie Stuart Cohen. Doar Yigal Allon, comandant al armatei, a făcut o practică din a emite ordine în scris către ofițeri, inclusiv că violarea legilor războiului va fi pedepsită. În general se avea încredere, uneori în mod greșit, în ceea ce Cohen a numit bunul simț nativ al trupelor. El a adăugat că, în ciuda acuzațiilor privind comiterea de crime de război, majoritatea militarilor israelieni s-a comportat cu decență și politețe. Yitzhak Rabin a scris în memoriile lui că unii luptători au refuzat să ia parte la expulzări.

## Deznodământ

### În Ramallah, Amman și alte părți

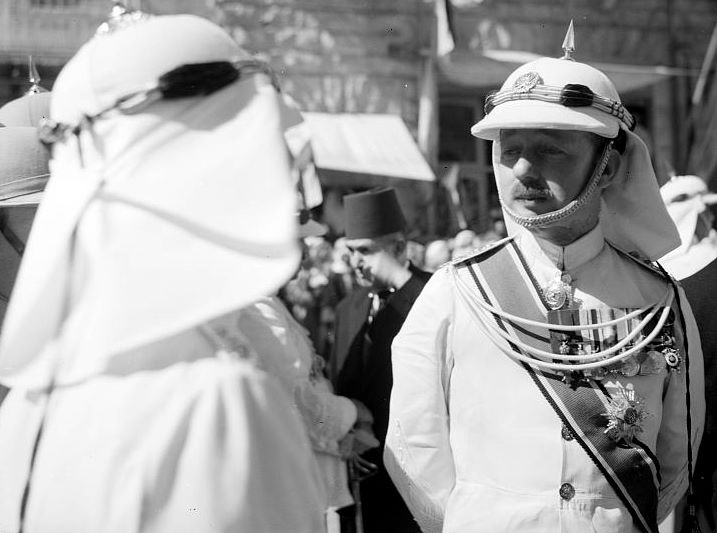
John Bagot Glubb, comandantul britanic al Legiunii Arabe, a fost scuipat în drumul său prin Cisiordania pentru abandonarea Lyddei și Ramle evreilor.

Zeci de mii de palestinieni din Lydda și Ramle s-au revărsat în Ramallah. Majoritatea nu aveau bani, bunuri, mâncare sau apă și reprezentau un risc medical nu doar pentru ei înșiși, dar și pentru cei din jur. Consiliul local din Ramallah l-a rugat pe Regele Abdullah să îi îndepărteze din oraș. Unii din refugiați au ajuns la Amman, în Fâșia Gaza, în Liban sau în Galileea Superioară și peste tot au avut loc demonstrații furioase împotriva Regelui Abdullah și a Legiunii Arabe din cauza neputinței lor de a apăra orașele. Oamenii l-au scuipat pe Glubb, comandantul britanic al Legiunii Arabe, în timp ce acesta parcurgea Cisiordania, iar soțiile și părinții soldaților din Legiunea Arabă au încercat să forțeze intrarea în palatul Regelui Abdullah. Alec Kirkbride, ambasadorul britanic la Amman, descrie o manifestare de protest care a avut loc în oraș pe 18 iulie:
Vreo două mii de bărbați palestinieni au escaladat dealul către principala intrare [în palat] ... scandând injurii și cerând ca orașele pierdute să fie recucerite imediat ... Regele a apărut pe treapta cea mai de sus a scărilor principale în clădire; era o figură scundă și demnă, purtând văluri albe și acoperământ pentru cap. S-a oprit un moment, scrutând mulțimea periculoasă din fața sa, [apoi a] coborât treptele ca să-și facă loc prin linia de gărzi până în masa demonstranților. S-a dus până la un ins proeminent, care striga din toți plămânii, și i-a tras pe obraz o palmă violentă. Ținta loviturii s-a oprit din strigat ... Regele a putut fi auzit urlând: „deci vrei să te lupți cu evreii, nu? Foarte bine, în spatele casei mele e un birou de recrutare ... du-te acolo și înrolează-te. Iar voi, ceilalți, coborâți dracului de pe deal!” Majoritatea mulțimii a coborât dracului de pe deal.
Benny Morris a mai scris că, în timpul unei întâlniri de la Amman din 12–13 iulie a Comitetului Politic al Ligii Arabe, delegații — în special cei din Siria și Irak — l-au acuzat pe Glubb că ar servi interesele britanice sau chiar evreiești cu scuzele lui despre trupe și muniție insuficientă. Ziariștii egipteni au afirmat că el a predat Lydda și Ramle în mâinile evreilor. Perie-Gordon, ambasadorul britanic în exercițiu în Amman, a transmis Ministerului de Externe că exista suspiciunea că Glubb, în numele guvernului britanic, ar fi pierdut în mod deliberat Lydda și Ramle pentru a se asigura că Transiordania va accepta un armistițiu. Regele Abdullah a indicat că l-ar dori plecat pe Glubb, fără totuși să-i ceară acest lucru în persoană — în special după ce ofițeri irakieni au insinuat că întreaga casă Hașemită era în solda britanicilor — dar Londra i-a cerut să rămână. Popularitatea Marii Britanii printre arabi a atins cotele cele mai joase. Consiliul de Securitate al ONU a făcut apel la un armistițiu cu începere nu mai târziu de 18 iulie, amenințând cu sancțiuni împotriva celor care l-ar încălca. Arabii au fost scandalizați: „Nici o dreptate, nici o logică, nici o echitate, nici o înțelegere, doar supunere oarbă față de orice este sionist” a răspuns ziarul Al-Hayat, deși Morris scrie că minți mai lucide din lumea arabă erau în particular mulțumite că li se cere să nu lupte, dată fiind evidenta superioritate militară a Israelului.

### Situația refugiaților
Morris a consemnat că situația celor 400.000 de arabi palestinieni care au devenit refugiați în acea vară — nu doar cei din Lydda și Ramle — era groaznică, erau adăpostiți în clădiri publice, cazarme abandonate sau la umbra copacilor. Contele Folke Bernadotte, mediatorul Națiunilor Unite în Palestina, a vizitat taberele de refugiați din Ramallah și a spus că nu a văzut niciodată o priveliște mai înspăimântătoare. Morris a scris că guvernele arabe au făcut prea puțin pentru refugiați și că cea mai mare parte a ajutorului care a ajuns la ei a provenit din Vest, prin canalele Crucii Roșii și ale Quakerilor. În decembrie 1949 a fost înființat un nou organism al ONU care să se ocupe de problema refugiaților, Agenția Organizației Națiunilor Unite de Ajutorare și Lucrări pentru Refugiații Palestinieni din Orientul Apropiat (UNRWA), organism de care mulți dintre refugiați și urmașii lor, acum cifrându-se la aproximativ 4 milioane, încă depind. Eforturile de mediere ale contelui Bernadotte — cristalizate într-o propunere de împărțire a Palestinei între Israel și Iordania și de predare a orașelor Lydda și Ramle Regelui Abdullah — s-au sfârșit tragic pe 17 septembrie 1948, când a fost asasinat de patru teroriști aparținând facțiunii sioniste extremiste Lehi.

### Conferința de la Lausanne
Națiunile Unite au organizat Conferința de la Lausanne, din aprilie și până în septembrie 1949, în parte pentru a rezolva chestiunea refugiaților. Pe 12 mai 1949, conferința a obținut singurul său succes când părțile au semnat Protocolul de la Lausanne privind crearea cadrului pentru o pace globală în regiune, care includea teritoriile, refugiații și Ierusalimul. Israelul a acceptat în principiu să permită întoarcerea tuturor refugiaților palestinieni, deoarece israelienii doreau să devină membri ai Națiunilor Unite, lucru care cerea rezolvarea problemei refugiaților. Odată ce Israelul a fost admis la ONU, s-a retras din protocolul pe care îl semnase, statul evreu fiind complet satisfăcut de statu quo și nemaisimțind nici o nevoie de a face vreo concesie cu privire la refugiați sau la granițe. Ministrul de externe israelian Moshe Sharett sperase să semneze un acord de pace complet la Lausanne, dar intenția lui nu coincidea cu cea a prim-ministrului David Ben-Gurion, care a considerat suficient armistițiul care a dus la încetarea luptelor cu statele arabe, acordând din acest motiv o prioritate redusă semnării unui tratat de pace permanent.
Pe 3 august 1949, delegația israeliană a propus repatrierea a 100.000 de refugiați, dar nu la fostele lor case, care fuseseră între timp distruse sau alocate refugiaților evrei din Europa; Israelul urma să specifice unde vor fi relocați și ce activități economice anume li se vor permite să presteze. De asemenea, cei 100.000 urmau să includă 25.000 care se întorseseră deja ilegal, deci totalul real era de doar 75,000. Americanii l-au considerat prea redus: ei doreau să vadă 200.000-250.000 de refugiați primiți înapoi. Arabii au considerat că oferta Israelului „n-are nici o valoare”. Când a fost anunțat planul referitor la cei 100.000, reacția presei și partidelor politice din Israel a fost unanim negativă. La scurtă vreme, israelienii au anunțat că își retrag oferta.

### Colonizarea orașelor

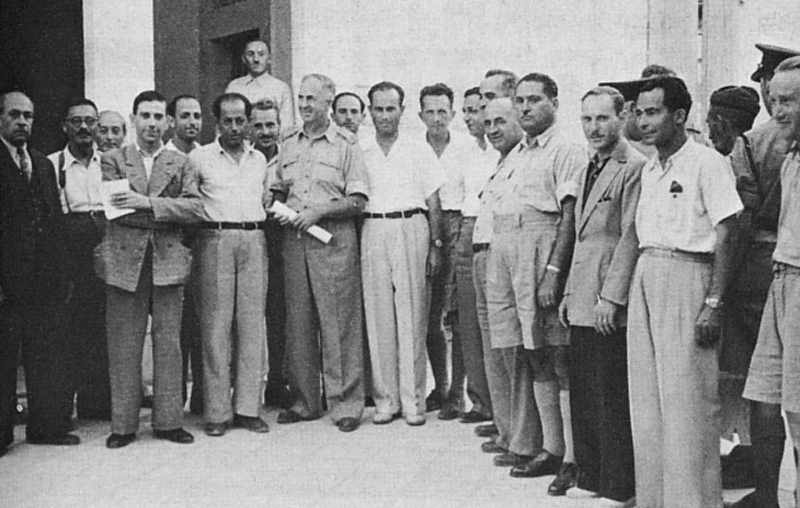
Puterea este transmisă de guvernatorul militar al Lyddei, redenumită Lod, în mâinile primului primar evreu, Pesach Lev, aprilie 1949.

La 14 iulie 1948, armata i-a transmis lui Ben-Gurion că „nici un locuitor arab” nu a rămas în Ramla sau Lod (numele ebraic al Lyddei). În realitate, mai multe sute rămăseseră, inclusiv angajați ai primăriilor care deserveau serviciile publice esențiale precum alimentarea cu apă, muncitori cu experiență în administrarea căilor ferate și a aeroportului, bătrâni, oameni bolnavi și câțiva creștini, iar mai apoi alții care au reușit să se întoarcă la casele lor în lunile următoare. În octombrie 1948, gruvernatorul militar israelian al zonei Ramla–Lod a raportat că 960 de palestinieni trăiau la acea dată în Ramla și 1.030 în Lod. Administrația militară în cele două orașe a încetat în aprilie 1949.
Circa 700.000 de evrei au emigrat în Israel din Europa, Asia și Africa între mai 1948 și decembrie 1951, dublând populația statului; în 1950, Israelul a adoptat Legea reîntoarcerii, oferind cetățenie automată tuturor evreilor. Unei părți din imigranți le-au fost atribuite case palestiniene — în parte din cauza inevitabilei crize de locuințe, dar și ca politică deliberată pentru a-i împiedica pe foștii proprietari să le revendice — și au putut să cumpere mobila refugiaților de la Custodele pentru Proprietatea Absenților. Familiile evreiești au fost ocazional plasate în case aparținând palestinienilor care încă trăiau în Israel, așa-numiții „prezenți absenți”, priviți ca prezenți din punct de vedere fizic, dar ca absenți din punct de vedere juridic, fără nici un drept legal de a-și revendica proprietățile. În martie 1950, în Ramla trăiau 8.600 de evrei și 1.300 de arabi palestinieni, iar în Lod 8.400 de evrei și 1.000 de palestinieni. Majoritatea evreilor colonizați în orașe veneau din Asia sau Africa de Nord.
Muncitorii palestinieni cărora li s-a permis să rămână în orașe au fost constrânși să locuiască în ghetouri. Administratorul militar a împărțit regiunea în trei zone — Ramla, Lod și Rakevet, un cartier din Lod înființat de britanici pentru lucrătorii feroviari — și a declarat zonele arabe din interiorul lor drept „închise”, fiecare dintre acestea fiind condusă de un comitet de 3 până la 5 membri. Mulți dintre angajații esențiali ai primăriei erau palestinieni. Administratorii militari au satisfăcut unele din nevoile lor, precum construcția unor școli, furnizarea de ajutor medical, alocarea a 50 de dunami pentru a cultiva legume sau renovarea interiorului moscheii Dahmash, dar se pare că aceștia se simțeau ca niște prizonieri; feroviarii palestinieni, de exemplu, nu puteau circula pe străzi de seara până dimineața și erau supuși unor percheziții periodice pentru ca administrația să se asigure că nu dețin arme. Unul din ei a trimis o scrisoare deschisă ziarului Al Youm, în martie 1949, în numele a 460 de muncitori feroviari musulmani și creștini: „De când a început ocupația am continuat să muncim, dar salariile noastre n-au fost plătite nici în ziua de azi. Apoi am fost dați afară de la serviciu și astăzi nu avem de lucru. Interdicția de circulație e încă în vigoare ... [N]u ne este permis să mergem la Lod sau Ramla, de parcă suntem prizonieri. Nimănui nu îi e permis să-și caute o slujbă decât prin intermediul membrilor comitetului local ... suntem ca sclavii. Vă rugăm să anulați restricțiile și să ne lăsați să trăim liber în statul Israel.

### Recepția evenimentelor de către artiști

Tabloul Încotro ..? al lui Ismail Shammout (1953)

Pictorul palestinian Ismail Shammout (1930–2006) avea 19 ani când a fost expulzat din Lydda. El a pictat o serie de lucrări având ca subiect marșul, cea mai cunoscută dintre acestea fiind Încotro ..? (1953), care se bucură de un statut de simbol în rândul palestinienilor. Tabloul reprezintă imaginea în mărime naturală a unui bărbat îmbrăcat în zdrențe, cu un toiag într-o mână, încheietura unui copil în cealaltă, cu un copil pe umăr și un al treilea în spatele lui, singur și plângând. În spatele lui se vede un copac uscat, iar în depărtare contururile unui oraș arab cu un minaret. Istoricul de artă israelian Gannit Ankori a scris că mama, care lipsește din tablou, este de fapt patria pierdută, iar copiii sunt orfanii săi.
În noiembrie 1948, armata israeliană era acuzată într-o așa măsură că a comis atrocități într-un număr de orașe și sate încât David Ben-Gurion a trebuit să numească un investigator. Poetul israelian Nathan Alterman (1910–1970) a scris despre aceste acuzații în poemul său intitulat Al Zot („Despre aceasta”), publicat în ziarul Davar pe 19 noiembrie 1948, despre un soldat într-un jeep mitraliind un arab, după Benny Morris o referire la evenimentele din Lydda. Două zile mai târziu, Ben-Gurion a cerut permisiunea lui Alterman ca Ministerul Apărării să distribuie poemul în rândul armatei:
Să cântăm atunci și despre „întâmplări delicate”

Al căror nume, apropo, e crimă

Să compunem cântece despre conversații cu interlocutori simpatici

care, cu chicotiri complice, fac concesii și acordă iertare.

- Al Zot în ebraică, www.education.gov.il, accesat pe 25 septembrie 2018.

### Actorii principali

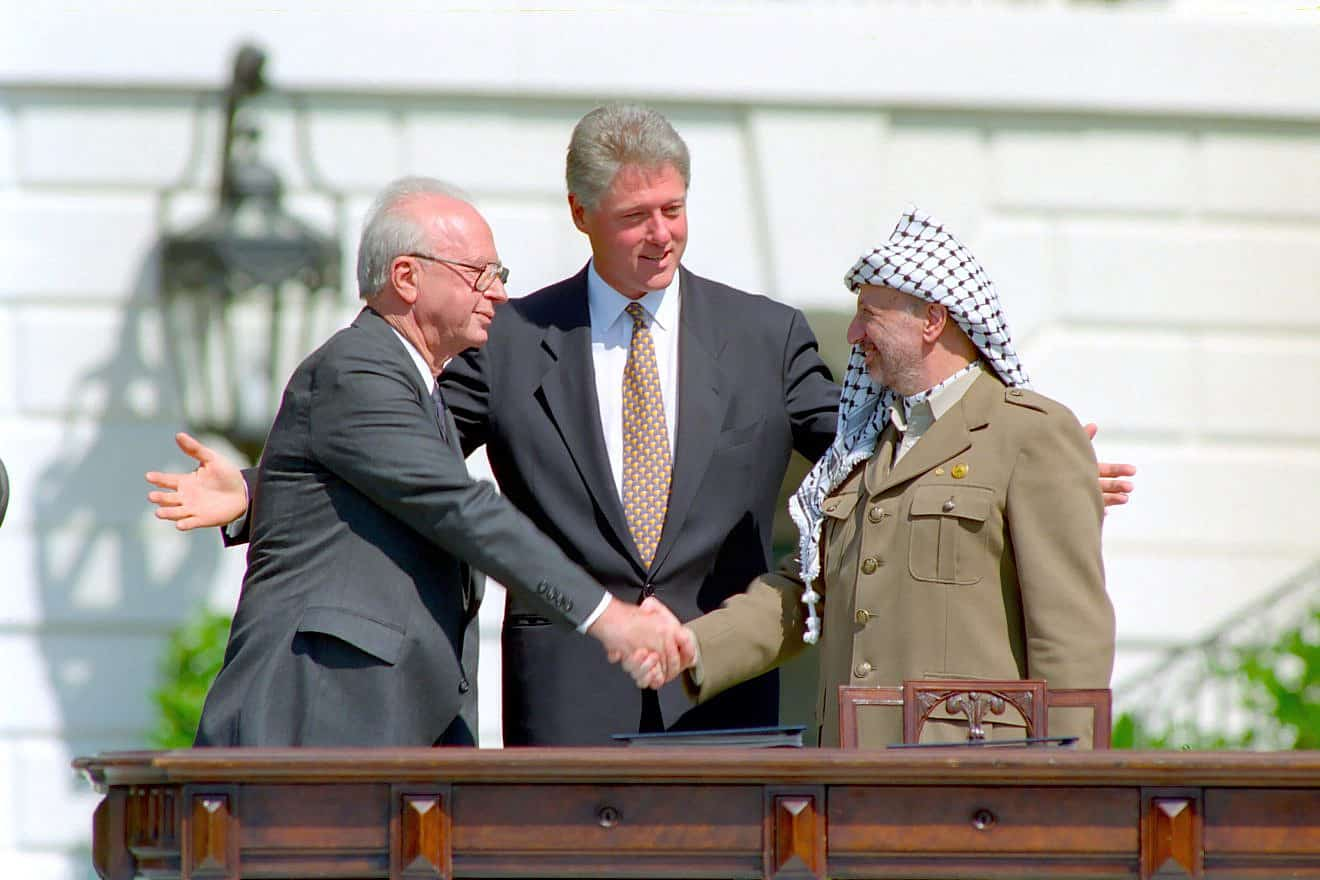
Strângerea de mână istorică între Yitzhak Rabin și Yasser Arafat la Casa Albă, 1993

Yigal Allon, care a condus Operațiunea Dani și probabil a ordonat expulzările, a devenit viceprim-ministru al Israelului în 1967. A fost membru al cabinetului de război în timpul conflictului din 1967 dintre Israel și statele arabe și arhitectul Planului Allon conceput după război, o propunere de încetare a ocupației israeliene din Cisiordania. Allon fost ministrul de externe al Israelului în guvernul Rabin din anii 1974-1977 și a murit în 1980.
Yitzhak Rabin, adjunctul lui Allon, care a semnat ordinul de expulzare din Lydda, a devenit Șeful Marelui Stat Major al armatei israeliene în timpul războiului din 1967, prim-ministrul Israelului în 1974 și din nou prim-ministru, în 1992. A fost asasinat în 1995 de un extremist israelian care se opunea negocierilor de pace cu OEP.
Khalil al-Wazir, fiul băcanului alungat din Ramle, a devenit unul din fondatorii facțiunii Fatah a OEP condusă de Yasser Arafat, mai exact a facțiunii sale militare, Al-Assifa. A organizat tacticile de gherilă ale OEP și mișcările de tineret Fatah care au dus ulterior la declanșarea Primei Intifada, în 1987. A fost asasinat de comandouri israeliene în Tunis, în 1988.
George Habash, studentul la medicină alungat din Lydda, a ajuns să conducă una din cele mai cunoscute grupări palestiniene militante, Frontul Popular pentru Eliberarea Palestinei (FPEP). În septembrie 1970, el a fost creierul din spatele deturnărilor a patru avioane de pasageri cu destinația New York, un atac care a făcut publică la nivel mondial cauza palestiniană. FPEP s-a aflat și în spatele masacrului din 1972 de pe aeroportul din Lod, în care 27 de oameni au murit, și al deturnării, în 1976, a unei curse Air France către Entebbe, care a condus la faimoasa operațiune a armatei israeliene de salvare a ostaticilor. Habash a murit de inimă în Amman, în 2008.

## Istoriografie

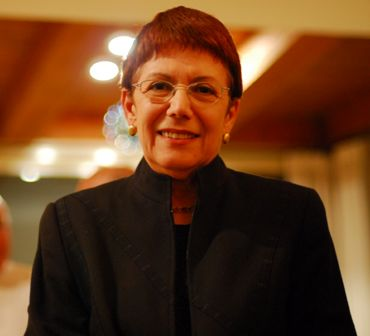
Istoricul israelian Anita Shapira crede că primii istorici ai anului 1948 s-au autocenzurat, considerând războiul din 1948 ca apogeul Holocaustului și al celui de-al Doilea Război Mondial.

Benny Morris argumentează că istoricii israelieni din anii 1950 și până în anii 1970 — care au scris ceea ce el numește „istoria veche” — au fost „nu foarte onești” față de ceea ce s-a întâmplat în Lydda și Ramle. Anita Shapira îi numește generația Palmach: istoricii care au luptat în războiul israeliano-arab din 1948 și care apoi au lucrat pentru secția de istorie a armatei israeliene, unde au cenzurat materiale la care alți istorici n-au avut acces. Pentru ei, scrie Shapira, Holocaustul și al Al Doilea Război Mondial — inclusiv experiența slăbiciunii evreilor în fața persecuțiilor — au transformat lupta pentru teritorii dintre arabi și evrei într-o chestiune de viață și de moarte, războiul din 1948 în „apogeul tragic și eroic al tuturor războaielor care l-au precedat”, iar victoria israeliană într-un „act de dreptate istorică”. Palestinienii și activiștii pro-palestinieni au numit evenimentele tragice din 1948 „marșul morții de la Lydda”.
Istoria oficială a armatei israeliene în privința războiului din 1948, „Toldot Milhemet HaKomemiyut” („Istoria războiului de independență”), publicată în 1959, pretinde că locuitorii din Lydda ar fi violat termenii acordului predării lor și ar fi părăsit orașul temându-se de represaliile israeliene. Șeful secției de istorie militară a armatei israeliene, lt. col Netanel Lorch, a scris în „Tăișul sabiei” (1961) că locuitorii au cerut permisiune de liberă trecere de la militarii evrei; licențiatul american în științe politice Ian Lustick a consemnat că Lorch a recunoscut în 1997 că a demisionat din funcție deoarece cenzura l-a împiedicat să scrie istorie de calitate. Alt angajat al secției de istorie, lt. col. Elhannan Orren, a scris în 1976 o istorie detaliată a Operațiunii Dani care n-a făcut nici o referire la expulzări.
Istoricii arabi au publicat și ei lucrări, printre care „Al Nakba, 1947–1952” (1956–1960) a lui Aref al-Aref, „Min Athar al-Nakba” (1951) a lui Muhammad Nimr al-Khatib sau câteva articole ale lui Walid Khalidi, dar Benny Morris consideră că acestea suferă din lipsa materialului de arhivă; guvernele arabe au ezitat să-și deschidă arhivele, iar arhivele israeliene erau la acel moment încă închise. Prima persoană din Israel care a recunoscut expulzările din Lydda și Ramle, scrie Morris, a fost Yitzhak Rabin, în memoriile lui din 1979, deși acea parte a manuscrisului a fost îndepărtată de cenzura guvernamentală. Legea Arhivelor Israelului, adoptată în 1955, care a permis ca documentele să fie declasificate după 30 de ani, a făcut ca sute de mii de documente guvernamentale să poată fi publicate de-a lungul anilor 1980, ducând la apariția unui grup care se autointitulează Noii istorici, majoritatea născuți în jurul anului 1948. Ei au interpretat istoria războiului din 1948 nu în termenii politici europeni, ai Holocaustului sau istoriei evreiești, ci doar în contextul Orientului Mijlociu. Shapira a scris că ei s-au concentrat pe cei 700.000 de arabi palestinieni care au fost strămutați de la casele lor de război, nu pe cei 6.000 de evrei care au murit în timpul lui, și au analizat comportamentul statului evreu așa cum ar fi făcut-o față de orice alt stat. Între 1987 și 1993, în particular patru dintre acești istorici — Benny Morris, Simha Flapan, Ilan Pappé și Avi Shlaim — din care trei au studiat la Oxford și Cambridge, au publicat o serie de cărți care au schimbat istoriografia exodului palestinian. Conform lui Ian Lustick, deși se cunoștea în cercurile academice că palestinienii au plecat din cauza expulzărilor și intimidărilor, acest lucru era în mare parte necunoscut publicului evreu israelian înainte de publicarea, în 1987, a cărții „Nașterea problemei refugiaților palestinieni, 1947–1949” a lui Benny Morris.
Lucrările lor nu duc însă lipsă de critici, dintre care cel mai notabil este istoricul israelian Efraim Karsh, care a scris că mult mai mulți palestinieni decât acceptă Morris și ceilalți au plecat de fapt voluntar. Karsh recunoaște că au existat expulzări, mai cu seamă în Lydda, totuși susține — la fel ca și Morris — că acestea au fost rezultatul deciziilor luate în toiul luptelor și nu reprezintă decât un mic procent din exodul palestinian general. Karsh mai susține că Noii istorici au răsturnat povestea nașterii Israelului, transformându-i pe agresorii arabi în victime, deși admite că Noua istorie este acum acceptată pe scară largă. Ari Shavit a consacrat expulzărilor un capitol al cărții sale „Pământul meu făgăduit” (2013) și a numit evenimentele „cutia noastră neagră, . . În ea zace secretul întunecat al sionismului”. Pozițiile lui Karsh și Morris, deși se contrazic, contrastează în schimb cu cele ale lui Ilan Pappé și Walid Khalidi, care consideră nu doar că au existat expulzări pe scară largă, dar și că ele nu au fost rezultatul unor decizii ad-hoc. Mai degrabă, susțin ei, expulzările au fost parte a unei strategii deliberate numită Planul Dalet și concepută înainte de declarația de independență a Israelului, cu scopul de a transfera populația arabă și de a ocupa pământul acesteia — în cuvintele lui Pappé de a purifica etnic țara.

## Lod și Ramla în zilele noastre

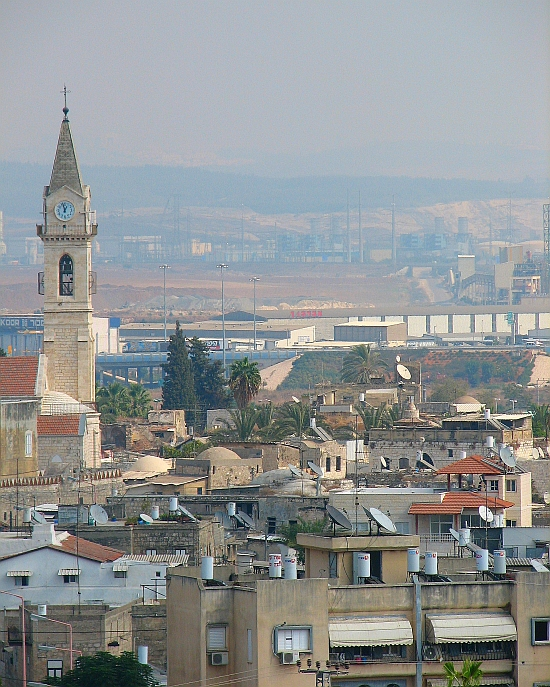
Ramla în 2006

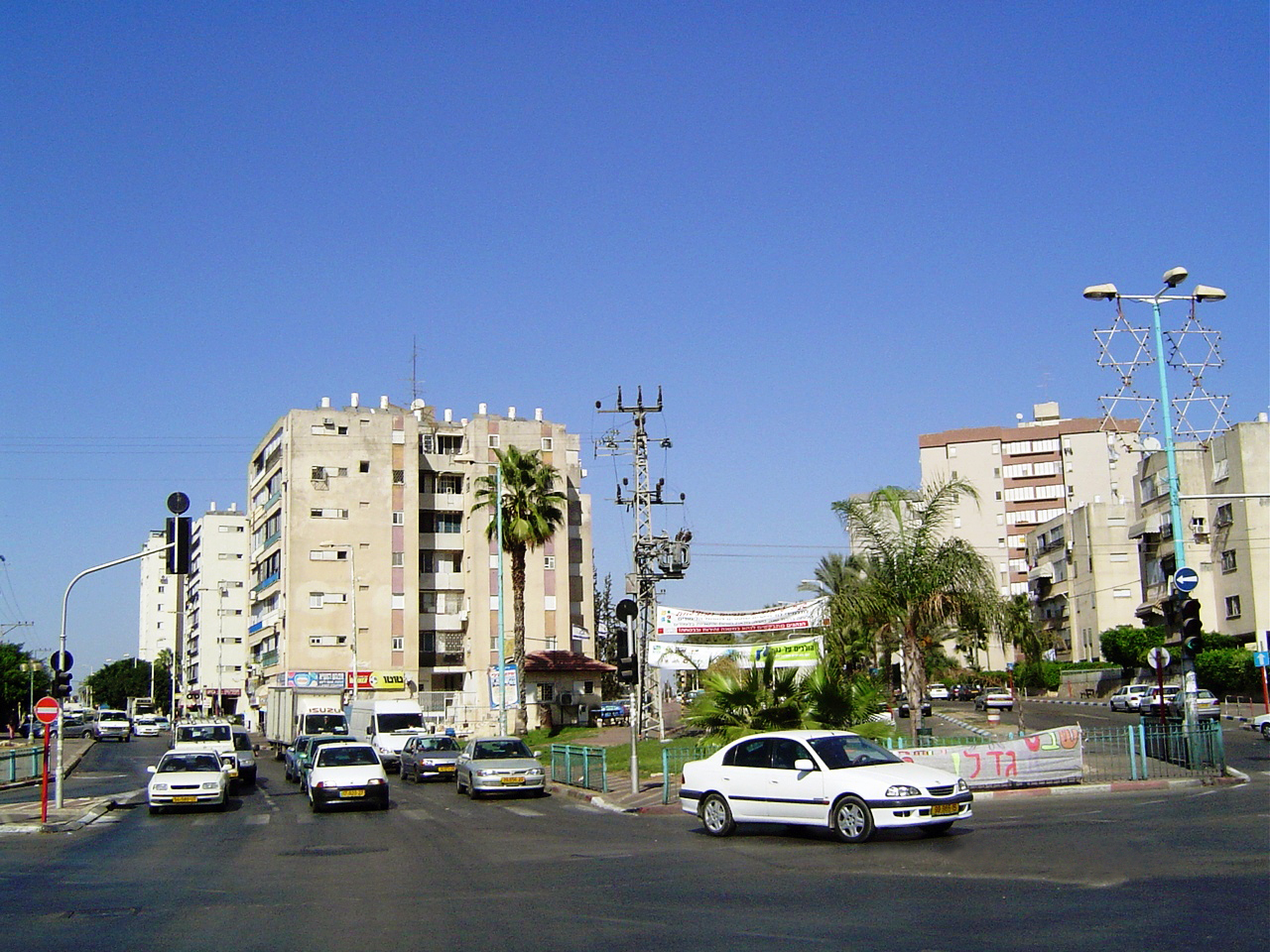
Lod în 2005

În anul 2013, circa 69.000 de oameni trăiau în Ramla, care a devenit cunoscută lumii pentru scurtă vreme în 1962, când fostul ofițer SS Adolf Eichmann a fost spânzurat în închisoarea orașului în luna mai a acelui an. În 2010, populația din Lod se cifra oficial la aproximativ 45.000 de evrei și 20.000 de arabi; principalul angajator din zonă este aeroportul, cunoscut ca Aeroportul internațional al Tel Avivului și redenumit „Aeroportul Internațional Ben Gurion” în 1973. În 1990, imigranților evrei din Etiopia le-au fost distribuite case acolo, sporind tensiunile interetnice din Lod, care, împreună cu privațiunile economice, fac din oraș „locul cel mai probabil să explodeze”, conform lui Arnon Golan, cel mai important expert în privința orașelor mixte etnic. În 2010, un zid înalt de 3 metri a fost construit pentru a separa cartierele evreiești de cele arabe.
Comunitatea arabă s-a plâns că, atunci când arabii au devenit majoritari în suburbia Ramat Eshkol a orașului Lod, școala locală nu a fost transformată într-una arabă ci a fost închisă, iar în septembrie 2008 a fost redeschisă ca ieșiva, o școală religioasă evreiască. Consiliul local admite că dorește ca Lod să capete un caracter mai profund evreiesc. În plus față de arabii înregistrați oficial, o cincime din populația totală este alcătuită din beduini, care au sosit în Lod în anii 1980, după ce au fost strămutați de pe terenurile din Negev, conform lui Nathan Jeffay. Ei locuiesc în așezări considerate ilegale de către autoritățile israeliene, neînregistrate și fără servicii municipale, situate pe terenuri agricole.
Refugiații palestinieni reușesc ocazional să-și viziteze fostele case. Zochrot, o organizație israeliană care studiază fostele sate palestiniene, a vizitat Lod în 2003 și 2005 și a montat panouri indicatoare în ebraică și arabă ilustrând istoria sa, inclusiv un panou pe un zid al fostului ghetou arab. Vizitele sunt primite cu un amestec de interes și ostilitate. Părintele Oudeh Rantisi, fost primar în Ramallah și care a fost expulzat din Lydda în 1948, și-a vizitat pentru prima dată fosta casă a familiei în anul 1967:
„Când autobuzul s-a oprit în fața casei, am văzut un băiat jucându-se în curte. Am coborât din autobuz și m-am îndreptat spre el. „De cât timp locuiești în casa asta?”, l-am întrebat. „M-am născut aici”, mi-a răspuns. „Și eu”, i-am spus ...”